# バンバンバザール
バンバンバザール（Ban Ban Bazar）は、福島康之と黒川修による日本のバンド。1990年に結成。2000年にビクターエンタテイメントからメジャーデビュー。現在の所属レーベルは自主レーベルのHOME WORK RECORDS。

## メンバー
- 福島康之 (ふくしま やすゆき、1968年7月10日 - ) : ボーカル、ギター

東京都新宿区出身。オリジナルメンバー。2012年にはボーカルとして、Sweet Hollywaiiansとのコラボレーションアルバムをリリースしている。
- 黒川修 (くろかわ おさむ、1977年2月7日 - ) : ベース

福岡県北九州市出身。 2001年10月加入。バンバンバザール以外にもサポートベースとして数々のバンドの作品に携わっているが、泥水ではギター・ボーカルとして参加している。
2014年4月からは地元・FM FUKUOKAの「Hyper Night Program GOW!!」の水曜パーソナリティに就任。就任後も他の曜日出演者の異動や番組卒業に伴い、2021年4月時点では全ての曜日を担当。番組の関係者やリスナーからは「黒ちゃん」と呼ばれ、FM FUKUOKAの平日夕方の顔となっている。

## 元メンバー
- 安達孝行 (あだち たかゆき) : バンジョー、ボーカル

オリジナルメンバー。2000年2月16日に脱退。
- 安藤健二郎 (あんどう けんじろう、1973年9月19日 - ) : クラリネット

東京都出身。オリジナルメンバー。現在はCaSSETTE CON-LOSのテナーサックス担当。
- 南一夫 (みなみ かずお、1968年12月16日 - ) : ウッドベース

東京都出身。オリジナルメンバー。脱退後はバンバンバザールの自主レーベル「HOME WORK」のデザイン担当を務めている。
- 杉原穂高 (すぎはら ほだか) : ギター

オリジナルメンバー。1997年脱退。脱退後はCHEAP CHEAPERSに加入したが、2005年に脱退している。
- 花野誉子 (はなの よしこ) : ピアノ

オリジナルメンバー。1995年脱退。
- 武田栄 (たけだ さかえ、1967年12月13日 - ) : ドラムス

大阪府出身。1997年に加入。脱退後の2006年、ラリーパパ&カーネギーママに加入するも同年解散。
- 富永寛之 (とみなが ひろゆき、1972年10月2日 - ) : ギター、ウクレレ

2000年に加入。2012年4月10日に「一人の音楽家としてやっていきたい」としてバンドを脱退した。

## 来歴
- 1990年、ジャグ・バンドとして結成。
- 1994年、吾妻光良プロデュースの下、1stアルバム『リサイクル』をリリース。
- 1995年、花野誉子が脱退。
- 1997年、杉原穂高が脱退し、武田栄が加入。
- 2000年、安達孝行が脱退し、富永寛之が加入。11月、ビクターエンタテイメントからメジャーデビュー。その後ビクターとの契約を破棄し、インディーズに復帰。
- 2001年10月、黒川修が加入。
- 2002年8月、「勝手にウッドストック」を初開催。
- 2006年4月、NACK5の新番組「Goo Goo Radio」でパーソナリティに就任。7月に黒川の地元である北九州市で「勝手にニューポート」を初開催。
- 2009年9月、4度目の「勝手にニューポート」を開催したが、この年限りで消滅した。
- 2011年、福島を発起人とする東日本大震災のチャリティ・イベント「勝手にイースト・バイ・ノースイースト～Music for TOHOKU～」を開催。
- 2012年4月、富永寛之が脱退。2人体制となる。
- 2013年6月、4年ぶりに「勝手にニューポート」が復活。
- 2014年4月、黒川がFM FUKUOKAの「Hyper Night Program GOW!!」のパーソナリティに就任。
- 2015年、活動拠点を東京から福岡に移す。
- 2018年9月、「勝手にウッドストック」が17回の歴史に幕を下ろす。

## ディスコグラフィ

### 映像作品
|     | リリース       | タイトル               | 規格 | 発売元            |
| --- | -------------- | ---------------------- | ---- | ----------------- |
| 1st | 2001年         | VIDEO DE BAN BAN VOL.1 | VHS  | BAN BAN BAZAR     |
| 2nd | 2004年11月20日 | VIDEO DE BAN BAN VOL.2 | DVD  | HOME WORK RECORDS |
| 3rd | 2009年10月7日  | VIDEO DE BAN BAN VOL.3 | DVD  | HOME WORK RECORDS |

## 主なライブ出演
- FUJI ROCK FESTIVAL (2004年、2005年は「バンバンジャン」名義)
- サンセットライブ (2005年・2006年・2009年)
- RISING SUN ROCK FESTIVAL (2006年・2008年・2010年・2013年)
- ARABAKI ROCK FEST. (2010年)
- 闇鍋音楽祭 (2011年)

## 自主企画ライブ
- 勝手にウッドストック (2002年 - 2018年)
- 勝手にニューポート (2006年 - 2009年, 2013年 - )

## ラジオ
- NACK5「Goo Goo Radio」毎週火曜24:00-25:00 (2006年4月 - 2025年3月)
- FM FUKUOKA「Hyper Night Program GOW!!」(黒川のみ)
  - 水曜担当（2014年4月2日 - 2015年3月25日）
  - 火・水曜担当（2015年4月1日 - 2016年3月30日）
  - 月 - 水曜担当（2016年4月4日 - 2017年3月29日）
  - 月 - 木曜担当（2017年4月3日 - ）